# Política de desenvolvimento regional da União Europeia
A política de desenvolvimento regional da União Europeia, também denominada por política de coesão, é um conjunto de políticas com o intuito de promover o bem estar nas regiões na UE. A UE destina ao desenvolvimento regional mais de um terço do orçamento europeu, no sentido de eliminar as assimetrias económicas e sociais no seu território, reestruturando áreas industriais diversificando zonas rurais em declínio. A política regional pretende tornar as regiões mais competitivas, impulsionando o crescimento económico e criando novos postos de trabalho, ao mesmo tempo que pretende desempenhar um papel nos desafios futuros, como as alterações climáticas, fornecimento de energia e globalização.
A política de coesão abrange todas as regiões europeias, embora as classifique em diferentes categorias (a que denomina objetivos), em função sobretudo da sua situação económica. Para o orçamento de 2007-2013, a política consiste em três objetivos: convergência, emprego e competitividade regional, e cooperação territorial europeia.

## Objetivos

### Convergência
A maior parte dos fundos para a política de coesão (81,5%) destinam-se às regiões abrangidas pelo critério de convergência. Este critério identifica as regiões mais desfavorecidas, cujo produto interno bruto (PIB) per capita seja inferior a 75% da média da UE. Isto representa praticamente todas as regiões dos novos estados-membros, grande parte do sul de Itália, Alemenha de Leste, Grécia, Portugal, grande parte de Espanha e algumas partes do Reino Unido.
Com a adesão à União Europeia de novos membros em 2004 e 2007, a média do PIB decresceu. Como consequência, algumas das regiões de países mais antigos que eram elegíveis passaram a estar acima da linha de corte de 75%. Estas regiões encontram-se até 2013 num período de transição, continuando a receber apoios através do objetivo de emprego e competitividade regional.
O objetivo de convergência tem por finalidade permitir às regiões que nele se incluem acompanhar as regiões mais prósperas da UE, reduzindo assim as assimetrias económicas. Entre os inúmeros projetos financiados sob este objetivo estão a construção de infraestrutura básicas, apoio aos negócios, construção ou modernização de estações de tratamento de água ou resíduos e melhorar o acesso a ligações de internet de banda larga. Os projetos de desenvolvimento regional nas regiões de convergência são apoiados por três fundos europeus: o Fundo Europeu de Desenvolvimento Regional (FEDER), o Fundo Social Europeu (FSE) e o Fundo de Coesão.

### Emprego e competitividade regional
Este objetivo abrange todas as regiões europeias que não sejam cobertas pelo objetivo de convergência. Financiado por 16% do orçamento para o desenvolvimento regional, o seu principal objetivo é a criação de emprego através da promoção da competitividade e tornando as regiões mais atrativas para negócios e investidores. Entre os projetos financiados estão o desenvolvimento de transportes ecológicos, apoio a centros de investigação, universidades, pequenos negócios e start-ups. O financiamento é gerido pelo FEDER ou FSE:

### Cooperação territorial europeia
Este objetivo pretende diminuir a importância das fronteiras no espaço europeu - tanto entre países como no interior dos países - ao promover a cooperação regional. Permite três tipos diferentes de cooperação: internacional, transnacional e interregional. O objetivo é financiado por apenas 2,5% do orçamento e em exclusivo pelo FSE